# 岩芋
岩芋（学名：Remusatia vivipara），同物異名臺灣岩芋，為天南星科岩芋属的植物，分布在印度锡金、泰国、喀麦隆、爪哇、尼泊尔、越南、斯里兰卡、缅甸、印度东北以及中国大陆云南南部至东南部等地，生长于海拔200米至1,900米的地区，常生长在河谷疏林以及灌丛中的岩石上，目前尚未由人工引种栽培。
臺灣分布在南投及屏東山區，附於樹幹的草本植物，葉子呈卵形，約2至3片狀。因其種子缺少胚乳，臺灣與原生地並不相似而種子不易萌發，常常藉由鱗莖珠芽（bulbil）行「無性生殖」，染色體為「三倍體」，遺傳基因與南投縣信義鄉雙龍部落的零星「雲南岩芋」幾乎完全相似，「雲南岩芋」染色體則為「二倍體」。

## 别名
红芋、红半夏、红岩芋（云南思茅） 红天椒（云南富宁） 红芋头（云南马关） “哈怕都姆”（傣族语）